# Winterpaleis

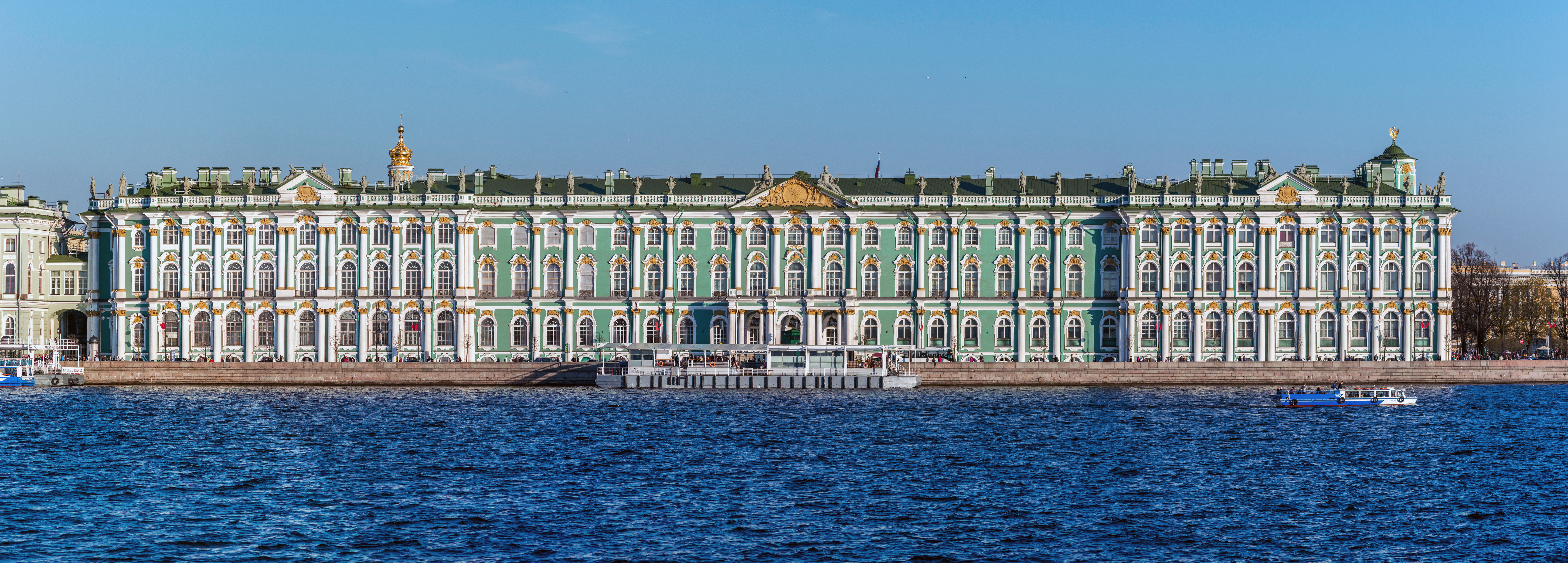
Het Winterpaleis gezien vanaf de Neva

Het Winterpaleis (Russisch: Зимний Дворец, Zimnij Dvorets) is een paleis in Sint-Petersburg, gelegen aan de oever van de rivier de Neva. Het rechthoekige paleis is 250 m lang en 30 m hoog en telt zo'n 1500 vertrekken.
Het gebouw werd in de 18e eeuw gebouwd als winterresidentie voor de Russische tsaren en is nu onderdeel van de Hermitage, een bekend Russisch museum. Het aangrenzende Paleisplein was het toneel van vele wereldwijd bekende gebeurtenissen, zoals Bloedige Zondag in 1905 en de Oktoberrevolutie van 1917.

## De bouw
Het Winterpaleis werd tussen 1754 en 1762 gebouwd in opdracht van tsarina Elisabeth I van Rusland. De Russisch-Italiaanse architect Bartolomeo Rastrelli kreeg de opdracht een paleis te bouwen dat de andere Europese, koninklijke paleizen zou overtreffen in schoonheid. De bouw van het paleis kostte veel geld en er werkten acht jaar lang wel 4000 mensen aan het project. Rastrelli was van plan de 460 kamers van het paleis in barokstijl te decoreren en hij was vastbesloten de opdracht van tsarina Elisabeth te volbrengen. Elisabeth stierf echter in 1762 en haar opvolger, Peter III, niet lang daarna. De nieuwe vorst van Rusland, tsarina Catharina de Grote, had een compleet andere smaak dan tsarina Elisabeth en zocht nieuwe architecten om het paleis in neoclassicistische stijl te voltooien. De bouw van het paleis werd in datzelfde jaar nog afgerond: het paleis bestond uit een mengeling van barok en neoclassicisme.

## De brand van 1837

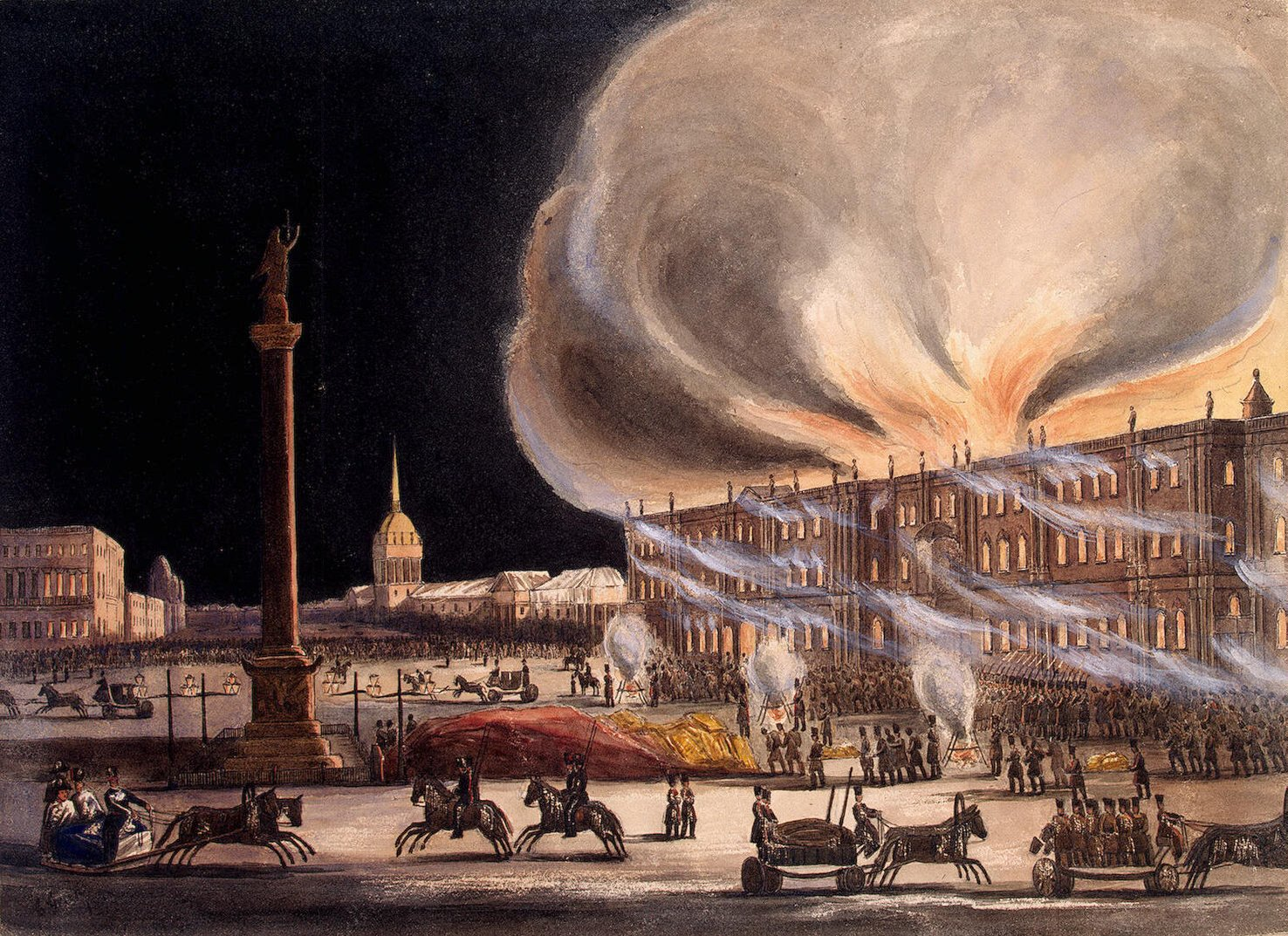
Brand in het Winterpaleis, door B. Green

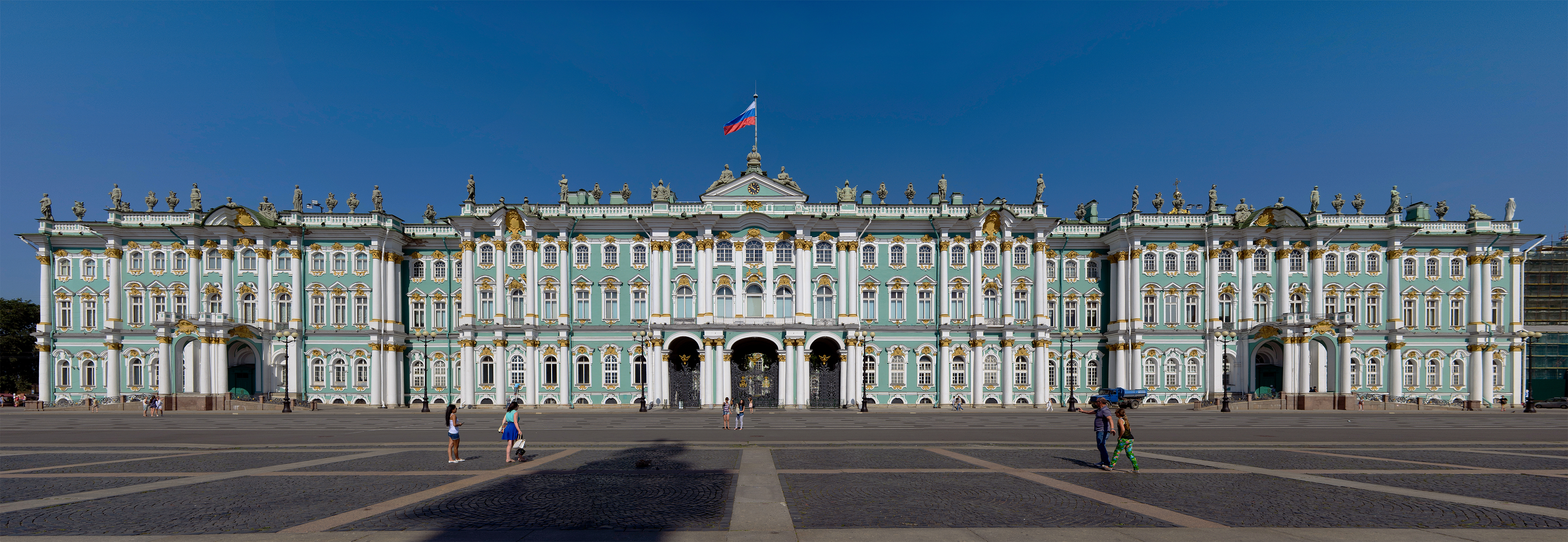
Vooraanzicht van het Winterpaleis

In de nacht van 17 december 1837 brak er een grote brand uit in het Winterpaleis. Er bleef niets over van de inrichting van het paleis. Tsaar Nicolaas I was vastbesloten het paleis in niet al te lange tijd weer in goede staat te brengen: de wederopbouw duurde slechts vijftien maanden. Dit proces gebeurde onder leiding van de architecten Vasili Stasov en Alesksandr Brjoellov; Stasov nam de staatsievertrekken voor zijn rekening en Brjoellov bouwde de privé-vertrekken weer op. Stasov had de tsaar verzekerd dat het paleis weer in zijn oude staat werd teruggebracht, dit gebeurde echter alleen met de staatsietrap en de grote en kleine kerk. De andere vertrekken werden in neoclassicistische stijl herbouwd. Brjoellov hield zich echter wel strikt aan zijn opdracht; hij plaatste zelfs de schilderijen die in allerijl uit het brandende paleis waren gered, op exact dezelfde plaatsen als waar ze voor de brand hadden gehangen. Voor de brand was het interieur van het paleis al een samenvoeging van twee bouwstijlen geweest; dit effect werd na de wederopbouw alleen maar groter.
In 1839 trok de keizerlijke familie weer terug in het paleis.

## Gebruik
Het Winterpaleis was de officiële residentie van de Russische tsaar van 1762 tot de val van de monarchie in 1917.
Een deel van het paleis, bekend als de Hermitage, werd sinds Catharina de Grote gebruikt om de keizerlijke kunstcollectie in onder te brengen. Nicolaas I liet de collectieruimten ombouwen tot een echt museum, het Hermitagemuseum.
Het paleis was de gebruikelijke winterresidentie van de Russische tsaren tot de moord op tsaar Alexander II in 1880. Die moord vond plaats in een slede op straat, maar een jaar ervoor had in het paleis een zware bomaanslag plaatsgevonden waarbij de eetzaal werd verwoest. De tsaar en zijn familie bleven toen ongedeerd maar elf leden van de garde werden daarbij gedood.
Vanwege die aanslagen achtte de nieuwe tsaar, Alexander III, het Winterpaleis onvoldoende veilig als verblijf. Hij vestigde zich in andere paleizen. Het Winterpaleis werd alleen nog voor plechtigheden en evenementen gebruikt, zoals bals en huwelijken.
De laatste tsaar, Nicolaas II, resideerde bij voorkeur in het Alexanderpaleis in Tsarskoje Selo buiten Sint-Petersburg. Hij bracht met zijn familie gewoonlijk wel een paar weken in de winter in het Winterpaleis door.
In de Eerste Wereldoorlog werd een deel van het paleis ingericht als ziekenhuis. Toen Aleksandr Kerenski in juni 1917 hoofd van de Voorlopige Regering werd, vestigde hij de regering in het Winterpaleis en gebruikte hijzelf de appartementen van Nicolaas II.

## Bestorming
Door de bestorming van het Winterpaleis op 6/7 november 1917 maakten de bolsjewieken een einde aan de Voorlopige Regering. Kort daarop werd het hele paleis tot museum omgevormd.